# پل ۲۳۵
پل ۲۳۵ تیر ۱ مربوط به دوره پهلوی اول است و در شهرستان سوادکوه، نزدیک روستای ورسک واقع شده و این اثر در تاریخ ۲۲ مرداد ۱۳۸۴ با شمارهٔ ثبت ۱۳۰۹۳ به‌عنوان یکی از آثار ملی ایران به ثبت رسیده‌است.